# يوزاف منغيله
جوزيف منغليه (بالألمانية: Josef Mengele) (16 مارس 1911 – 7 فبراير 1979)، والمعروف أيضًا باسم ملاك الموت أو الملاك الأبيض. كان طبيبًا وضابطًا ألمانيًا في كتيبة الشوتزشتافل (SS) خلال الحرب العالمية الثانية. اشتهر بشكل رئيسي لأفعاله في معسكر اعتقال أوشفيتز، حيث أجرى تجارب مميتة على السجناء وكان عضوًا في فريق الأطباء الذين اختاروا الضحايا الذين سوف يعدمون في غرف الغاز. مع اجتياح قوات الجيش الأحمر لبولندا، نُقِّل من أوشفيتز إلى معسكر اعتقال غروس روزين في 17 يناير 1945، قبل 10 أيام فقط من وصول القوات السوفيتية إلى أوشفيتز.
قبل الحرب، كان منغليه قد حصل على الدكتوراه في الأنثروبولوجيا والطب، وبدأ حياته المهنية كباحث. انضم إلى الحزب النازي في عام 1937 وكتيبة الشوتزشتافل (SS) في عام 1938. عُيِّن كضابط طبي كتيبة في بداية الحرب العالمية الثانية، ثم نُقِّل إلى خدمة معسكرات الاعتقال النازية في أوائل عام 1943 وعُيِّن في أوشفيتز، حيث رأى الفرصة لإجراء البحوث الجينية على البشر. ركزت تجاربه بشكل أساسي على التوائم، مع القليل من الاهتمام أو عدم الاعتبار لصحة أو سلامة الضحايا.
بعد الحرب، فر منغليه إلى أمريكا الجنوبية. سافر إلى الأرجنتين في يوليو 1949، بمساعدة شبكة من أعضاء كتيبة الشوتزشتافل السابقين. عاش في البداية في بوينس آيرس وضواحيها، ثم هرب إلى الباراغواي في عام 1959 والبرازيل في عام 1960، بينما كان يُبْحَثُ عنه طوال الوقت من قبل ألمانيا الغربية وإسرائيل ومتعقبي النازيين مثل سيمون فيزنتال، الذين أرادوا تقديمه للمحاكمة. أفلت منغليه من القبض على الرغم من طلبات التسليم التي قدمتها حكومة ألمانيا الغربية والعمليات السرية التي قامت بها وكالة المخابرات الإسرائيلية الموساد. توفى غرقًا في عام 1979 بعد تعرضه لسكتة دماغية أثناء السباحة قبالة ساحل بيرتيوجا، ودفن تحت اسمه المزيف (فولفجانج جيرهارد).
وفي 1985 نُبِشَ قبره وأُخذت عينات من رفاته وأشار فحص الطب الشرعي المكثف بدرجة عالية من الاحتمال إلى أن الجثة كانت بالفعل جثة جوزيف مينجيل.

## النشأة
ولد منغليه في مدينة غونتسبيرغ في 16 مارس عام 1911، وهي الأبن الأكبر من أصل ثلاثة أبناء لـ فالبورغا وكارل منجل. كان شقيقاه الأصغر هما كارل جونيور وألويس. وكان والدهم مؤسس شركة كارل منجل وأولاده، والتي تنتج الآلات الزراعية.
نجح منغليه في المدرسة وطور اهتمامه بالموسيقى والفن والتزلج. أكمل المدرسة الثانوية في أبريل 1930 واستمر في دراسة الفلسفة في ميونيخ، حيث يقع مقر الحزب النازي.
في عام 1931، انضم إلى دير ستولهلم، وهي منظمة شبه عسكرية التي تم ضمها تحت لواء كتيبة العاصفة النازية في عام 1934.
في عام 1935، حصل منغليه على درجة الدكتوراه في الأنثروبولوجيا من جامعة ميونيخ. في يناير 1937، انضم إلى معهد علم الأحياء الوراثي والنظافة العنصرية في فرانكفورت، حيث عمل مع الدكتور أوتمار فرايهر فون فيرسشير، عالم الوراثة الألماني الذي لديه اهتمام خاص في أبحاث التوائم.
كمساعد للدكتور فيرسشير، ركز منغليه على العوامل الوراثية التي تؤدي إلى مشكلة فلح الشفة، أو العاهات التي تصيب ذقن الأنسان. أكسبته أطروحته حول هذا الموضوع درجة الدكتوراه في الطب من جامعة فرانكفورت عام 1938. (ألغيت كلتا شهادتيه من قبل الجامعات المانحة لها في الستينيات).
في رسالة توصية، أشاد الدكتور فيرسشير بموثوقية منغليه وقدرته على تقديم المواد المعقدة شفهيًا بطريقة واضحة. يشير المؤلف الأمريكي روبرت جاي ليفتون إلى أن أعمال منجل المنشورة تتماشى مع التيار العلمي في ذلك الوقت، وربما كان يمكن اعتبارها جهودًا علمية صالحة حتى خارج ألمانيا النازية.
في 28 يوليو 1939، تزوج منجل من إيرين شونبين، التي التقى بها أثناء عمله كطبيب مقيم في مدينة لايبزيغ. ولد ابنهما الوحيد، رولف، في عام 1944.

## الخدمة العسكرية
جمعت إيديولوجية النازية عناصر معاداة السامية، والنظافة العرقية، وعلم تحسين النسل، ودمجها مع الجرمانية والتوسع الإقليمي بهدف الحصول على المزيد من الـ «ليبنسراوم» (مساحة المعيشة) للشعب الجرماني.
حاولت ألمانيا النازية الحصول على هذه الأراضي الجديدة من خلال مهاجمة بولندا والاتحاد السوفييتي، بنية إبعاد أو قتل اليهود الذين يعيشون هناك، الذين اعتبرهم النازيون أدنى مرتبة من العرق الرئيسي الآري.
انضم منغليه إلى الحزب النازي في عام 1937 وكتيبة الشوتزشتافل (SS) في عام 1938. تلقى تدريبًا أساسيًا في عام 1938 مع قوات المشاة الجبلية الخفيفة واستدعي للخدمة في الفيرماخت (القوات المسلحة النازية) في يونيو عام 1940، بعد بضعة أشهر من اندلاع الحرب العالمية الثانية. سرعان ما تطوع للخدمة الطبية في كتيبة الـ «الفافن اس اس»، الذراع القتالي لـ الشوتزشتافل، حيث خدم برتبة (ملازم ثان) كاحتياطي حتى نوفمبر 1940. تم تعيينه بعد ذلك في مكتب الأعراق والتجمعات الحضرية «الروشا» في مدينة بوزنان، بولندا. كانت مهام المكتب المنوطة به هي حماية «نقاء» العرق الآري داخل ألمانيا النازية.
في يونيو 1941، تم إرسال منغليه إلى أوكرانيا، حيث حصل على وسام الصليب الحديدي من الدرجة الثانية. في يناير 1942، انضم إلى فرقة دبابات البانزر فيكينج اس اس الخامسة كضابط طبي. بعد إنقاذ اثنين من الجنود الألمان من دبابة تحترق، حصل على وسام الصليب الحديدي من الدرجة الأولى، ووسام الجرح الأسود «الذي كان يعطى لمن أصيبوا في الحروب أو المهام العسكرية»، وميدالية رعاية الشعب الألماني. وقد أعلن أنه غير صالح لمزيد من الخدمة العسكرية في منتصف عام 1942، عندما أصيب بجروح خطيرة اثناء خدمته في مدينة روستوف الروسية. بعد شفائه، تم نقله إلى مقر مكتب الأعراق والتجمعات الحضرية الرئيسي في برلين، وفي هذه المرحلة عاد للعمل مع معلمه القديم الدكتور فون فيرسشير، الذي أصبح الآن مديرًا لمعهد قيصر فيلهلم للأنثروبولوجيا والوراثة البشرية وعلم تحسين النسل. تم ترقية منغليه إلى رتبة (نقيب) في أبريل 1943.

## معسكر أوشفيتز
في عام 1942، بدأ استخدام القسم الفرعي الثاني في أوشفيتز (البيركيناو)، الذي كان يهدف في الأصل لإيواء العمال العبيد، بدلاً من ذلك كمعسكر عمل مشترك ومعسكر إبادة. تم نقل السجناء هناك بالسكك الحديدية من جميع أنحاء أوروبا المحتلة من قبل ألمانيا، ووصلوا في قوافل يومية. بحلول يوليو 1942، كان أطباء القوات الخاصة يقومون «باختيارات» حيث تم فصل اليهود القادمين، وتم قبول أولئك الذين يعتبرون قادرين على العمل في المخيم بينما قتل أولئك الذين اعتبروا غير مؤهلين للعمل في غرف الغاز على الفور.
الوافدون الذين تم اختيارهم للموت، حوالي ثلاثة أرباع المجموع، شملوا جميع الأطفال تقريبًا، والنساء ذوات الأطفال الصغار، والنساء الحوامل، وجميع كبار السن، وجميع الذين ظهروا (في فحص قصير وسطحي من قبل أطباء المعسكر) بصحة غير جيدة.
في أوائل عام 1943، بتشجيع من الدكتور فون فيرسشير، تقدم منغليه بطلب الانتقال إلى الخدمة في معسكر الاعتقال. تم قبول طلبه وتم نقله إلى أوشفيتز، حيث تم تعيينه من قبل إدوارد ويرثس، كبير الأطباء في أوشفيتز، إلى منصب كبير الأطباء في مخيم الغجر في بيركيناو. وهو معسكر فرعي يقع في معسكر أوشفيتز الرئيسي. لم يقم الأطباء النازيين بإجراء العلاج لسجناء أوشفيتز، لكنهم أشرفوا على أنشطة الأطباء السجناء الذين أجبروا على العمل في الخدمة الطبية بالمخيم.
كجزء من واجباته، قام منغليه بزيارات أسبوعية إلى مستشفى المعسكر وأمر بإرسال أي سجناء مرضى لم يتعافوا بعد أسبوعين إلى غرف الإعدام بالغاز.
شمل عمل منغليه أيضًا إجراء التحديدات، وهي مهمة اختار القيام بها حتى عندما لم يتم تكليفه للقيام بذلك، على أمل العثور على اشخاص مميزين ليجري عليهم تجاربه، مع اهتمام خاص بتحديد التوائم. على النقيض من معظم أطباء المعسكر الاخرين، الذين اعتبروا الاختيارات واحدة من أكثر واجباتهم المجهدة وغير السارة، كان دائما يقوم بالمهمة بحماسة عالية، غالبًا ما يبتسم أو يصفّر لحنًا. كان أيضًا أحد الأطباء المسؤولين لإدارة مادة الزيكلون «الاسم التجاري في ألمانيا للسيانيد»، المبيدات الحشرية القائمة على السيانيد التي تم استخدامها في عمليات القتل الجماعي في غرف الإعدام بالغاز في البيركيناو. خدم بهذه الصفة في غرف الغاز الواقعة في محرقة الجثث الرابعة والخامسة.
عندما ضرب تفشي آكلة الفم (مرض جرثومي يصيب الفم والوجه) معسكر الغجر في عام 1943، بدأ منغليه دراسة لتحديد سبب المرض وتطوير العلاج. واستعان بمساعدة السجين د. برتولد إبشتاين، طبيب أطفال وأستاذ جامعي في جامعة براغ. تم عزل المرضى في ثكنات منفصلة وقتل العديد من الأطفال المصابين حتى يمكن إرسال رؤوسهم وأعضائهم المحفوظة إلى أكاديمية كتيبة الشوتزشتافل الطبية في غراتس وغيرها من المرافق للدراسة. كان هذا البحث لا يزال مستمراً عندما تم تصفية معسكر الغجر وقتل شاغليه المتبقون في عام 1944.
ردا على وباء الحمى النمشية في معسكر النساء، طهر منغليه مبنى واحد يحتوي ستمائة امرأة يهودية وأرسلهن إلى وفاتهن في غرف الغاز. ثم تم تنظيف المبنى وتطهيره، وتم غسيل شاغلي المباني المجاورة وإعطائهم علاجا لمشكلة القمل المستشري، وتزويدهم بملابس جديدة قبل نقلهم إلى المباني النظيفة. تكررت هذه العملية حتى تم تطهير جميع الثكنات. تم استخدام إجراءات مماثلة لأوبئة الحمى القرمزية وأمراض أخرى في وقت لاحق، حيث قتل السجناء المصابون في غرف الغاز. لهذه الإجراءات، حصل منغليه على وسام صليب الاستحقاق الحربي من الدرجة الثانية وتمت ترقيته في عام 1944 إلى كبير الأطباء في المخيم الفرعي البيركيناو.

### تجاربه على البشر
استخدم منجل أوشفيتز كفرصة لمواصلة دراساته الأنثروبولوجية وأبحاثه في الوراثة، باستخدام السجناء لتجاربه البشرية. لم تظهر إجراءاته الطبية أي اعتبار للصحة أو السلامة الجسدية والعاطفية للضحايا. كان مهتمًا بشكل خاص بالتوائم، والأشخاص الذين يعانون من تغاير لون القزحيتين (عيون بلونين مختلفين)، والأقزام، والأشخاص الذين يعانون من تشوهات جسدية. تم تقديم منحة له من قبل مؤسسة البحوث الألمانية، بناء على طلب الدكتور فون فيرسشير، الذي تلقى تقارير منتظمة وشحنات من العينات من منغليه. تم استخدام المنحة لبناء مختبر علم الأمراض المرتبط بمحارق الجثث في بيركيناو.
قام الدكتور ميكلوس نييزلي، أخصائي علم الأمراض اليهودي المجري الذي وصل إلى أوشفيتز في 29 مايو 1944، بإجراء عمليات تشريح وإعداد عينات للشحن في هذا المختبر. كان الهدف من البحث التوأم جزئيًا هو إثبات تفوق الوراثة على البيئة وبالتالي تعزيز الفرضية النازية لتفوق العرق الآري. أفاد نييزلي وآخرون أن الدراسات التوأمية ربما كانت مدفوعة أيضًا بنية زيادة معدل التكاثر للعرق الألماني من خلال تحسين فرص الأشخاص الراغبين في الحصول على توائم.
قام منغليه بتغذية وإسكان السجناء الذين يجري عليهم تجاربه بشكل أفضل من السجناء الآخرين، وتم إعفاؤهم مؤقتًا من الإعدام في غرف الغاز.
أسس روضة للأطفال الذين كانوا موضوعًا لتجاربه، بالإضافة إلى أطفال معينين من معسكر الغجر. قدمت المنشأة طعامًا وظروفًا معيشية أفضل من المناطق الأخرى في المخيم، وتضمنت ملعبًا للأطفال.
عند زيارة رعاياه الصغار، قدم نفسه على أنه «العم منغليه» وقدم لهم الحلويات، بينما كان في الوقت نفسه مسؤولاً شخصياً عن وفاة عدد غير معروف من الضحايا الذين قتلهم عن طريق الحقنة المميتة، وإطلاق النار، والضرب، وتجاربه المميتة. في كتابه لعام 1986، يصف ليفتون منغليه بأنه سادي، يفتقر إلى التعاطف، ومعادٍ للسامية إلى حد كبير، معتقدًا أنه آمن بوجوب القضاء على اليهود تمامًا لأنهم عرق دنيء وخطير. ادعى رولف منغليه في وقت لاحق أن والده لم يبد أي ندم لأنشطته في زمن الحرب.
قال طبيب سجين سابق في أوشفيتز عن منغليه:
«كان قادرًا على أن يكون لطيفًا جدًا مع الأطفال، ليجعلهم مغرمون به، ويجلب لهم الحلوى، ويجعلهم يفكروا في تفاصيل صغيرة في حياتهم اليومية، ويفعلون أشياء نحبها حقًا... وبعد ذلك، بجانب أن... المحرقة تدخن، وهؤلاء الأطفال، غدًا أو بعد نصف ساعة، سيرسلهم هناك. حسنا، هذا هو المكان الذي يكمن فيه التناقض».
كان التوائم يخضعون لفحوصات وقياسات أسبوعية لصفاتهم الجسدية من قبل منغليه أو أحد مساعديه. تضمنت التجارب التي أجراها على التوائم البتر غير الضروري للأطراف، وإصابة أحد التوائم عمداً بالحمى النمشية أو بعض الأمراض الأخرى، ونقل دم أحد التوائم إلى الآخر. توفي العديد من الضحايا أثناء خضوعهم لهذه الإجراءات، وأولئك الذين نجوا من التجارب قُتلوا في بعض الأحيان وتم تشريح أجسادهم بمجرد أن لم يعد لدى منغليه أي استخدام آخر لهم. ذكر الدكتور ميكلوس نييزلي، أخصائي علم الأمراض اليهودي المجري الذي وصل إلى أوشفيتز في 29 مايو 1944، مرة قتل فيها منغليه شخصيا أربعة عشر توأما في ليلة واحدة عن طريق حقن قلوبهم بالكلوروفورم. إذا مات أحد التوأم من المرض، فسيقتل التوأم الآخر للسماح بإصدار تقارير مقارنة بعد الوفاة لأغراض البحث.
تضمنت تجارب منغليه على العيون محاولات لتغيير لون العين عن طريق حقن المواد الكيميائية في عيون الأشخاص الأحياء، وقتل الأشخاص الذين يعانون من تغاير لون القزحيتين بحيث يمكن إزالة العيون وإرسالها إلى برلين للدراسة. شملت تجاربه على الأقزام والأشخاص الذين يعانون من تشوهات جسدية أخذ القياسات الجسدية وسحب الدم واستخراج الأسنان الصحية والعلاج بالأدوية غير الضرورية والأشعة السينية. تم إرسال العديد من ضحاياه إلى غرف الغاز بعد حوالي أسبوعين، وتم إرسال الهياكل العظمية الخاصة بهم إلى برلين لمزيد من التحليل.
سعى منغليه إلى البحث عن النساء الحوامل، حيث كان سيجري تجارب عليهم قبل إرسالها إلى غرف الغاز.
وصفت الشاهدة فيرا ألكسندر كيف قام بخياطة توأمين غجريين معًا، في محاولة بدائية لإنشاء توأمين ملتصقين؛ توفي الطفلان من الغرغرينا بعد عدة أيام من المعاناة.

## مابعد أوشفيتز
جنبا إلى جنب مع العديد من أطباء أوشفيتز الآخرين، انتقل منجل إلى معسكر اعتقال غروس روزن في سيليزيا السفلى، بولندا في 17 يناير 1945، وأخذ معه صندوقين من العينات وسجلات تجاربه في أوشفيتز. وقد تم تدمير معظم السجلات الطبية للمخيم بالفعل بسبب اقتراب القوات السوفيتية من معسكر أوشفيتز.
في الوقت الذي حررت فيه القوات السوفيتية أوشفيتز في 27 يناير، فر منغليه من معسكر غروس روزن في 18 فبراير، قبل أسبوع من وصول السوفييت إلى هناك، وسافر غربًا إلى زاتيك في تشيكوسلوفاكيا، متنكراً في زي ضابط في الجيش الألماني. هناك أوكل تدمير الوثائق التي تدينه إلى ممرضة أقام علاقة معها.
ثم سارع هو ووحدته غربًا لتجنب القبض عليه من قبل السوفييت، ولكن تم أسرهم من قبل الأمريكيين في يونيو 1945. على الرغم من تسجيل منغليه في البداية باسمه، إلا أنه لم يتم تحديده على أنه مدرج في قائمة المجرمين الرئيسيين للحرب بسبب فوضى الحلفاء فيما يتعلق بتوزيع قوائم المطلوبين، ومما افاده أنه لم يكن لديه وشم كتيبة الشوتزشتافل المعتاد.
أطلق سراحه في نهاية يوليو وحصل على وثائق هوية مزورة تحت اسم «فريتز أولمان»، وهي وثائق غيرها فيما بعد ليصبح «فريتز هولمان».
بعد عدة أشهر من الهروب، بما في ذلك رحلة العودة إلى المنطقة التي احتلها الاتحاد السوفييتي لاستعادة السجلات التي تدينه أوشفيتز، وجد منجل عملاً بالقرب من روزنهايم كعامل في مزرعة. هرب في النهاية من ألمانيا في 17 أبريل 1949، مقتنعًا بأن اعتقاله سيعني محاكمة وعقوبة إعدام. بمساعدة شبكة من أعضاء كتيبة الشوتزشتافل السابقين، استخدم طرق التهريب النازية للسفر إلى جنوى، حيث حصل على جواز سفر من اللجنة الدولية للصليب الأحمر تحت الاسم المستعار «هيلموت جريجور»، وأبحر إلى الأرجنتين في يوليو 1949. رفضت زوجته مرافقته، وتطلقا عام 1954.

## في أمريكا الجنوبية
عمل منغليه نجارا في بوينس آيرس، الأرجنتين، وكان يقيم في منزل في ضاحية فيسنتي لوبيز. بعد بضعة أسابيع انتقل إلى منزل أصحابه متعاطفين مع النازيين في حي فلوريدا إيست للطبقة الثرية. عمل بعد ذلك كبائع في شركة المعدات الزراعية لعائلته، كارل منغليه وأولاده، وفي عام 1951 بدأ في القيام برحلات متكررة إلى الباراغواي كممثل مبيعات إقليمي.
انتقل إلى شقة في وسط بوينس آيرس في عام 1953، واستخدم أموال العائلة لشراء حصة جزئية في شركة للنجارة، ثم استأجر منزلًا في ضاحية أوليفوس في عام 1954.
تشير الملفات الصادرة عن الحكومة الأرجنتينية في عام 1992 إلى أن منغليه قد مارس الطب بدون ترخيص أثناء إقامته في بوينس آيرس، بما في ذلك إجراء عمليات الإجهاض.
بعد الحصول على نسخة من شهادة ميلاده من خلال سفارة ألمانيا الغربية في عام 1956، حصل منجل على تصريح إقامة أجنبي أرجنتيني باسمه الحقيقي. استخدم هذه الوثيقة للحصول على جواز سفر ألماني غربي، باستخدام اسمه الحقيقي أيضًا، وشرع في رحلة إلى أوروبا.
التقى بابنه رولف (الذي قيل له أن منغليه هو «عمه فريتز») وأخت زوجته السابقة «مارثا» الأرملة، وقضى عطلة تزلج في سويسرا. كما أمضى أسبوعًا في مسقط رأسه في غونتسبيرغ. عندما عاد إلى الأرجنتين في سبتمبر 1956، بدأ منغليه العيش تحت اسمه الحقيقي. تبعها مارثا وابنها كارل هاينز بعد شهر تقريبًا، وبدأ الثلاثة في العيش معًا. تزوج جوزيف ومارثا في عام 1958 بينما كانا في عطلة في الأوروغواي، واشتريا منزلاً في بوينس آيرس.
تضمنت مصالح منغليه التجارية الآن ملكية جزئية لشركة أدوية. جنبا إلى جنب مع العديد من الأطباء الآخرين، تم التحقيق مع منغليه في عام 1958 للاشتباه في ممارسة الطب دون ترخيص عندما توفيت فتاة مراهقة بعد عملية إجهاض، ولكن تم إطلاق سراحه بدون تهمة. وإدراكا منه أن الدعاية ستؤدي إلى اكتشاف خلفيته النازية وجرائمه في الحرب، قام برحلة عمل موسعة إلى باراغواي وحصل على الجنسية هناك في عام 1959 تحت اسم «خوسيه منغيل». عاد إلى بوينس آيرس عدة مرات لتسوية شؤونه التجارية وزيارة عائلته. عاشت مارثا وكارل في نزل في المدينة حتى ديسمبر 1960، عندما عادوا إلى ألمانيا.
تم ذكر اسم منغليه عدة مرات خلال محاكمات نورمبرغ الشهيرة في منتصف الأربعينيات، لكن قوات الحلفاء اعتقدت أنه ربما مات بالفعل. زعمت زوجته السابقة إيرين وعائلته في غونتسبيرغ أيضًا أنه مات. من خلال العمل في ألمانيا الغربية، قام مطاردي النازيين (سيمون فيزنتال وهيرمان لانجبين) بجمع معلومات من الشهود حول أنشطة منغليه في زمن الحرب. أثناء البحث في السجلات العامة، اكتشف لانجبين أوراق طلاق منغليه، التي أدرج فيها عنوانًا في بوينس آيرس. ضغط هو وفيزنتال على سلطات ألمانيا الغربية لبدء إجراءات التسليم، وتم إصدار مذكرة اعتقال في 5 يونيو 1959. رفضت الأرجنتين في البداية طلب التسليم لأن الهارب لم يعد يعيش في العنوان الوارد في الوثائق؛ بحلول الوقت الذي تمت فيه الموافقة على التسليم في 30 يونيو، كان منغليه قد فر بالفعل إلى الباراجواي وكان يعيش في مزرعة بالقرب من الحدود الأرجنتينية.

### محاولات الموساد لاصطياده
في مايو 1960، قاد إيسار هاريل، مدير الموساد، الجهد الناجح للقبض على أدولف أيخمان في بوينس آيرس. كان يأمل أيضًا في القبض على منغليه، حتى يتمكن من تقديمه للمحاكمة في إسرائيل.
أثناء الاستجواب، قدم أيخمان عنوان منزل داخلي تم استخدامه كمنزل آمن للهاربين النازيين. لم تكشف مراقبة المنزل عن أي ظهور لـ منغليه أو أي من أفراد عائلته، وادعى ساعي البريد في الحي أنه على الرغم من أن منغليه كان يتلقى رسائل هناك مؤخرًا باسمه الحقيقي، فقد انتقل منذ ذلك الحين دون ترك أي عنوان. فشلت استفسارات هاريل في متجر ميكانيكي حيث كان منغليه مالكًا شريكًا فيه أيضًا في كشف أي خيط يدل عليه، لذلك اضطر إلى التخلي عن البحث.
على الرغم من تزويد منغليه بالوثائق القانونية باستخدام اسمه الحقيقي في عام 1956 (مما مكنه من إضفاء الطابع الرسمي على إقامته الدائمة في الأرجنتين)، قدمت ألمانيا الغربية الآن مكافأة مقابل القبض عليه. قادته تغطية الصحف المستمرة لأنشطة منغليه في زمن الحرب، مع الصور المصاحبة له، إلى الانتقال مرة أخرى في عام 1960. كان الطيار السابق في القوات الجوية النازية هانز أولريش روديل هو حلقة الاتصال مع المؤيد للنازية فولفجانج جيرهارد، الذي ساعد منغليه في عبور الحدود إلى البرازيل.
مكث مع جيرهارد في مزرعته بالقرب من ساو باولو حتى يمكنه العثور على سكن دائم، مع المغتربين المجريين جيزا وجيتا ستامر. بمساعدة استثمارية من منغليه، اشترى الزوجان مزرعة في حي أوروبا الجديدة، ساو باولو. وقام بتولية منغليه عليها. اشترى الثلاثة مزرعة للقهوة والماشية في سيرا نيجرا في عام 1962، حيث امتلك منجل نصف حصة منها.
كان جيرهارد قد أخبر الزوجين في البداية أن اسم منغليه كان «بيتر هوتشبيشلر»، لكنهم اكتشفوا هويته الحقيقية في عام 1963. أقنع جيرهارد الزوجين بعدم إبلاغ السلطات عن موقع منغليه بإقناعهم بأنهم سوف يحاكمون أيضا بتهمة إيواء هارب.
في فبراير 1961، وسعت ألمانيا الغربية طلب التسليم لتشمل البرازيل، بعد أن تم إبلاغ السلطات البرازيلية باحتمالية وجود منغليه على أراضيها.
في هذه الأثناء، تم تعيين زافي أهاروني، أحد عملاء الموساد الذين ساهموا في القبض على أيخمان، مسؤولا عن فريق من العملاء المكلفين بتعقب منغليه وتقديمه للمحاكمة في إسرائيل. ولم تكشف استفساراتهم في باراغواي عن أي أدلة على مكان وجوده، ولم يتمكنوا من اعتراض أي مراسلات بين منغليه وزوجته مارثا، التي كانت تعيش آنذاك في إيطاليا. فشل العملاء بالعثور على أي خيط يقودهم إليه. تبع أهاروني وفريقه جيرهارد إلى منطقة ريفية بالقرب من ساو باولو، حيث حددوا رجلاً أوروبيًا يعتقدون أنه منجل. تم الإبلاغ عن هذا الإنجاز المحتمل لهاريل، لكن لوجستيات تنظيم القبض، وقيود الميزانية لعملية البحث، وأولوية التركيز على تدهور علاقة إسرائيل مع مصر دفعت رئيس الموساد إلى إلغاء البحث عن منجل في عام 1962.

## الحياة اللاحقة والوفاة
في عام 1969، اشترى منغليه والزوجان المجريان بشكل مشترك مزرعة في كاييراس، مع منغليه كمالك شريك. عندما عاد فولفجانج جيرهارد إلى ألمانيا في عام 1971 للحصول على العلاج الطبي لزوجته وابنه المريض، أعطى بطاقة هويته إلى منغليه.
تدهورت صداقة منغليه والزوجان المجريان في أواخر عام 1974، وعندما اشتروا منزلًا في ساو باولو، لم تتم دعوة منغليه للانضمام إليهم، ثم اشترى الزوجان المجريان كوخا في حي الدورادو في ساو باولو، والذين أجروه لـ منغليه.
رولف، الذي لم ير والده منذ عطلة التزلج عام 1956، زاره في الكوخ عام 1977؛ وجد نازيًا غير نادم ادعى أنه لم يتعمد أن يضر أبدًا بأي أحد شخصيًا وقام فقط بواجباته كضابط.
تدهورت صحة منغليه بشكل متتابع منذ عام 1972. أصيب بسكتة دماغية في عام 1976، عانى من ارتفاع ضغط الدم، وأصاب بمشكلة في الأذن مما أثر على توازنه. في 7 فبراير 1979، أثناء زيارته لبعض أصدقائه في منتجع ساحلي، أصيب منغليه بسكتة دماغية أخرى أثناء السباحة وغرق.
دُفِنَت جثته في مقبرة في إمبو داس آرتس تحت اسم «فولفجانج جيرهارد»، الذي كان منغليه يستخدمه منذ عام 1971.
الأسماء المستعارة الأخرى التي استخدمها منغليه في حياته اللاحقة شملت:
«الدكتور فاستو ريندون» -«خوسيه الفاريس اسبيازو»

## وصلات خارجية
- يوزاف منجيل من موقع جيش (بالألمانية)